# Bryan Stevenson
Bryan Stevenson, född 14 november 1959 i Milton i Delaware, är en amerikansk medborgarrättsjurist.

## Biografi
Stevenson är utbildad vid Eastern University, Harvard Law School och Harvard School of Government.
Stevenson arbetar för att reformera USA:s straffrättsliga system genom att säkerställa lika rättigheter för alla och belysa strukturella orättvisor som påverkar framförallt icke-vita personer. År 1989 grundade Stevenson organisationen Equal Justice Initiative (EJI). Organisationen företräder människor som dömts till döden.  Stevenson är uttalad motståndare till dödsstraff. En annan del i hans arbete som medborgarrättsjurist har varit att kampanja mot utdömandet av orimligt hårda straff, något som i stor utsträckning drabbar fattiga och icke-vita amerikaner.
År 2014 publicerades Stevensons memoarer Just Mercy (sv titel: Riggad sanning). År 2020 tilldelades han Right Livelihood Award.